# The Impossible Astronaut
"The Impossible Astronaut" (KBS 더빙판: 미스터리의 우주비행사)는 영국의 SF 드라마 닥터 후 시리즈 6의 첫 번째 에피소드이다. 총괄프로듀서 스티븐 모펏이 각본을, 토비 하인스가 감독을 맡았으며, 2011년 4월 23일 영국 BBC One, 미국 BBC 아메리카에서 처음 방영되었다. 외계인 시간여행자 닥터 (맷 스미스 분)와 동행자 에이미 폰드 (카렌 길런 분), 로리 윌리엄스 (아서 다빌 분)가 등장하는 에피소드로, 4월 30일 방영된 "Day of the Moon"과 함께 2부작으로 구성된 이야기의 제1부에 해당된다.
이번 에피소드에서는 닥터와 에이미, 로리, 리버 송 (앨릭스 킹스턴)이 200년 후 미래의 닥터로부터 초청장을 받고 미국으로 향한다. 미래의 닥터가 언급한 '1969년 달나라'라는 키워드와 2011년에 만난 캔톤 에버렛 델라웨어 3세 (윌리엄 모건 셰퍼드 분)라는 남자를 힌트 삼아, 1969년 미국으로 다시 향한다. 그곳에서 리처드 닉슨 (스튜어트 밀리건 분)과 젊은 캔턴 (마크 셰퍼드 분)을 다시 만나, 우주복 안에 갇혀 겁에 질린 소녀 (시드니 웨이드 분)로부터 걸려온 구조 전화의 미스터리를 파헤친다. 그 과정에서 닥터 일행은 한번 목격했다가 눈을 돌리는 순간 그 존재를 잊어버리는 외계 종교단 '사일런스'의 일원들과 처음 마주한다.
사일런스는 우는 천사를 비롯하여 그동안 등장한 '무서운' 외계인들과 맞먹기 위한 의도로 기획되었다. 유타주 론록에서 로케이션 촬영이 이루어졌으며 미국에서 본촬영이 진행된 것은 닥터후 역사상 처음이다. 영국 첫방송 당시 시청자수는 886만 명으로 집계되었고, 시청지수는 88점 (우수 등급)을 받았으며, 평론가들의 반응 역시 대체로 긍정적이었다. 한편 이 에피소드에는 닥터의 옛 동행자 사라 제인 스미스 역으로 유명한 엘리자베스 슬레이든이 2011년 4월 19일 암으로 사망하면서 그녀를 기리는 추모 자막이 들어갔다.

## 줄거리

### 프리퀄
2011년 3월 22일, 제1화의 프리퀄에 해당되는 짤막한 영상이 닥터후 공식 홈페이지를 통해 공개되었다. 이 프리퀄은 리처드 닉슨 대통령이 어린 소녀로부터 계속해서 전화가 걸려오자 수화기를 집어드는 것으로 시작된다. 소녀는 닉슨 대통령에게 뒤쪽을 봐달라고 애원하는데, 닉슨 대통령은 이 번호는 어떻게 알았느냐고 되묻고, 소녀는 "우주인"이 알려줬다고 말한다. 괴물이 있다는 소녀의 말에도 닉슨 대통령은 "어린 아가씨, 백악관 집무실엔 괴물 같은 건 없어요"라는 답과 함께 전화를 끊고 몸을 뒤로 기울인다. 그러나 닉슨의 뒤에는 정말로 흐릿한 모습의 사일런스가 있었다.

### 전개

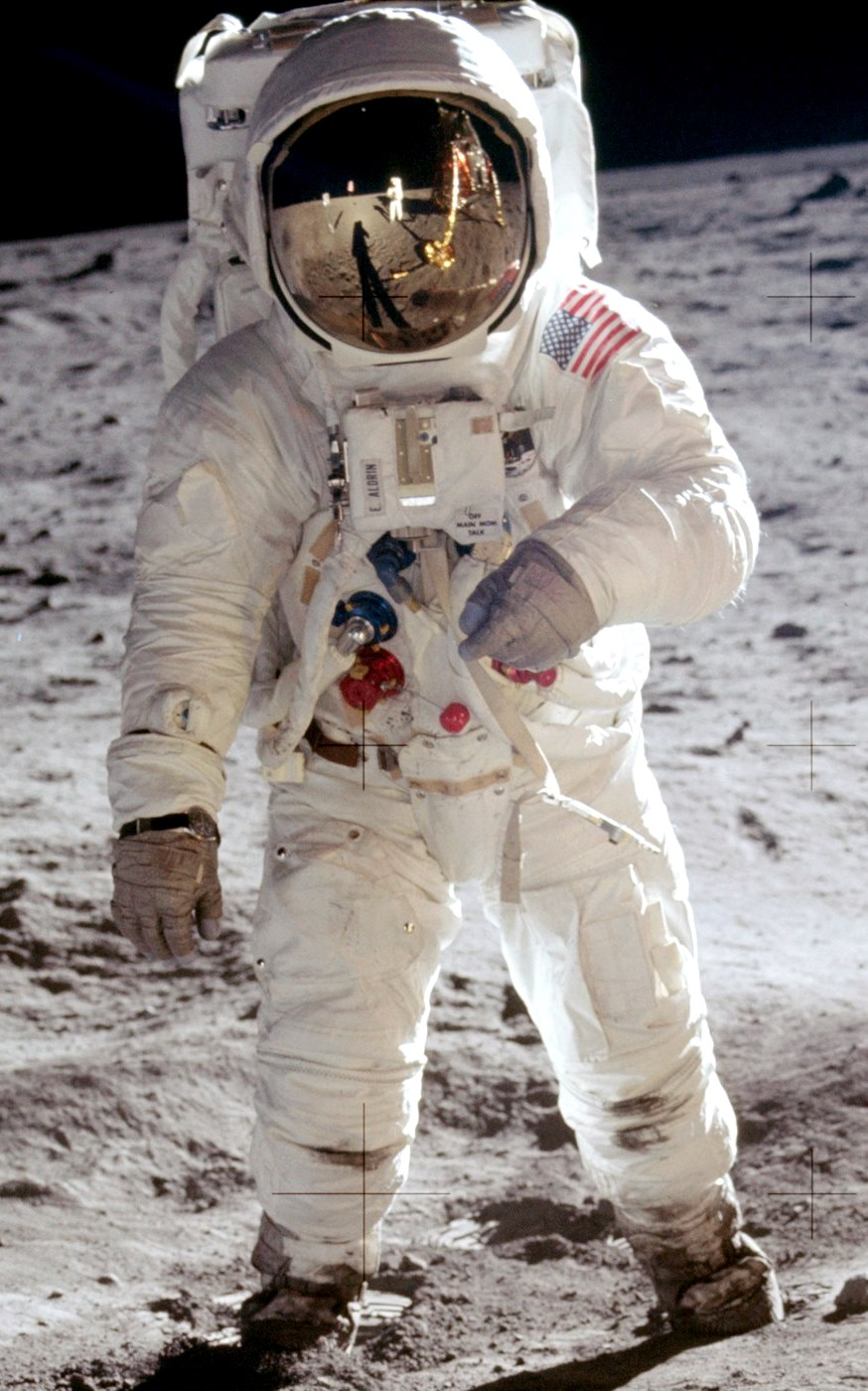
1969년 아폴로 11호의 달 탐사 임무를 수행 중인 버즈 올드린의 모습. 이 사진 속 우주복의 복제품이 촬영에 활용되었다.

11대 닥터와 함께 여행을 마치고 일상으로 돌아온 에이미와 로리는 특정 시간과 좌표가 적힌 타디스색 봉투를 받는다. 좌표를 따라 미국 유타주의 사막으로 간 두 사람은 역시 똑같은 봉투를 받은 리버 송, 그리고 닥터와 재회한다. 식당으로 향한 네 사람은 닥터가 마지막으로 만났을 때보다 200살이 더 나이가 많다는 사실을 알게 된다. 닥터는 세 사람에게 도망다니는 건 지쳤으니 소풍이나 가자면서, "1969년 달나라" (Space 1969)로 가자고 제안한다. 호숫가에서 소풍을 하던 네 사람은 저 멀리 우주복을 입은 누군가가 나타난 것을 발견한다. 우주인을 알아본 닥터는 이제부터 개입해선 안 된다는 말과 함께 그 우주인에게 다가간다. 닥터는 이야기를 나누다가 우주인으로부터 여러 번 총격을 맞고, 재생성을 할 새도 없이 그대로 쓰러진다. 오열하는 세 사람에게 '캔턴 에버렛 델라웨어 3세'라는 노인이 휘발유통을 들고 나타나 이 사람은 닥터가 맞고 죽은 것도 맞다고 확인해 준다. 네 사람의 뜻에 따라 닥터의 시신은 배에 태워 화장된다.
식당에 돌아온 에이미와 로리, 리버는 우리 외에 또 한명이 초대되었다는 사실을 알아내고 그 사람과 마주하는데, 놀랍게도 닥터 자신이었다. 여기서 등장한 닥터는 200살이 어렸을 뿐만 아니라 미래의 자신이 죽었다는 사실도 모르고 있었다. 에이미, 로리, 리버는 일단 미래 닥터의 죽음과 초대장을 보낸 사람의 정체를 과거 닥터에게 밝히지 않기로 하고, 1969년 달나라와 캔턴이라는 힌트를 제시하며 사건 해결에 나서자고 설득한다. 다들 숨기는 모습에 못미더워하던 닥터는 에이미의 설득에 결국 타디스를 출발시켜 1969년 4월 8일 백악관 집무실로 향한다. 그곳에서는 전직 FBI 요원 출신의 캔턴이 리처드 닉슨 미 대통령의 부름을 받고, 어린 소녀로부터 도움을 요청하는 전화가 계속해서 걸려 오고 있다는 브리핑을 받고 있었다. 현장에 끼어든 닥터는 무단침입죄로 체포될 위기에 봉착하지만, 소녀의 위치를 알아내는 데 몇 분이면 된다고 설득한다. 이후 닥터는 전화 통화 속 단어와 '우주인' 언급으로, 소녀가 플로리다주 케네디 우주 센터 인근의 한 교차로에 있음을 알아낸다. 한편 백악관 화장실에 들른 에이미는 눈을 돌리는 순간 그 존재를 잊어버리는 '사일런스'의 지도자 중 한 명을 목격하고 그 모습을 핸드폰으로 찍는다.
닥터 일행은 플로리다로 향하기로 하고, 캔턴도 그들을 따라 타디스에 오른다. 소녀가 갇혀 있는 건물에 도착해 수색에 나선 닥터 일행은 우주복과 외계 기술의 흔적을 발견한다. 리버와 로리는 사일런스들이 인류의 눈에 띄지 않기 위해 수세기 동안 지구 전체에 파놓은 엄청난 규모의 지하터널을 발견하고 탐험에 나선다. 이후 캔턴이 의식을 잃고 쓰러진 것을 발견한 닥터 일행은 곧이어 우주복을 입은 누군가와 마주한다. 이때 에이미는 사일런스가 세뇌한 대로 닥터에게 자신이 임신했다는 사실을 밝히고, 닥터 일행을 겨냥하려는 우주인에 맞서 캔턴의 총을 집어든다. 에이미가 발포하려는 그 순간 우주복 헬멧이 열리며 어린 소녀의 모습이 드러나고, 닥터가 안 돼라고 외쳐보지만 이미 때는 늦고 만다.

### 다른 에피소드와의 연관성
작중 타디스가 투명해지는 연출이 있는데, 2대 닥터 시절 <The Invasion> (1968년)에서도 시각 안정장치가 손상되어 보이지 않았던 적이 있다. 캔턴이 타디스를 처음 떠났을 때 "너무 쫄지 말아요, 캔턴" (Brave heart, Canton)이라는 닥터의 대사는, 5대 닥터가 동행자 티건 조반카에게 늘상 하던 말인 "너무 쫄지 마, 티건" (Brave heart, Tegan)을 따온 것이다.
에이미가 과거의 닥터에게 자신을 믿어달라고 부탁하자, 닥터는 중요한 뭔가를 걸고 맹세해 달라고 말한다. 잠시 고민하던 에이미는 "생선튀김과 커스터드"라고 답하고, 닥터는 "그렇다면 널 믿을게, 아멜리아 폰드"라면서 "The Eleventh Hour"에서 서로 처음 만났던 순간을 추억한다.

## 제작

### 각본

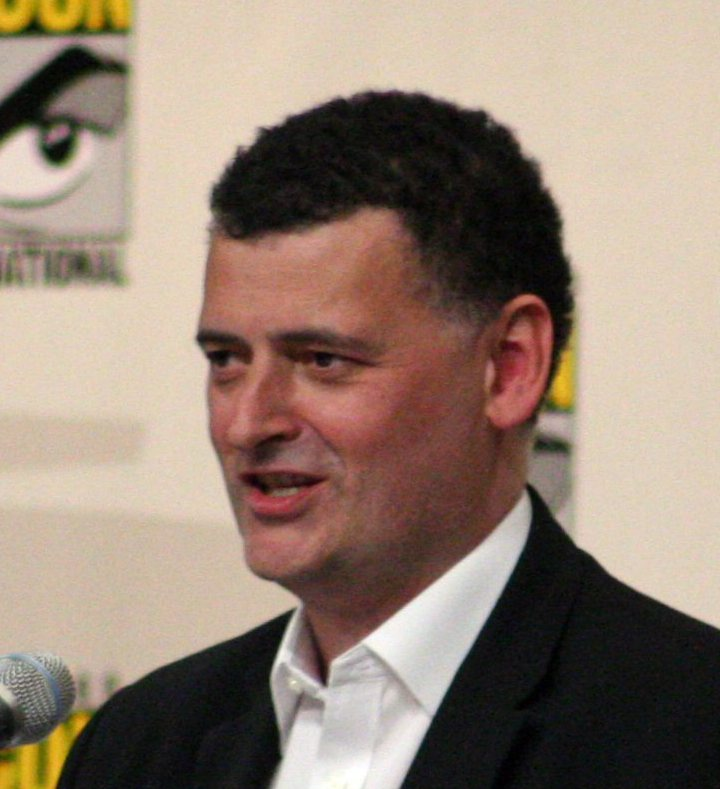
각본을 맡은 스티븐 모펏 (사진)은 사일런스에 대해 "무서움"이라는 측면에서 과거 다른 괴물들과 맞먹을 수 있도록 기획하였다.

2010년 시즌5를 이끌었던 스티븐 모펏이 이번 시즌의 첫 에피소드에서도 각본을 맡았다. 모펏은 이번 시즌의 심각성과 줄거리 범위를 더욱 키운 상태에서 출발할 수 있도록 2부작 스토리로 시작하기를 원했으며 시즌 내에서 어두운 에피소드에 속할 수 있도록 기획하였다. 시즌 첫화가 2부작으로 구성된 사례로는 1985년 6대 닥터 에피소드 <Attack of the Cybermen> 이래 처음이다.
"The Impossible Astronaut" 방송 직후 소개된 <닥터 후 컨피덴셜> 에피소드에서 모펏은 자신이 보기에는 시즌에서 가장 어두우면서도 여전히 동일한 수준의 유머를 담았다고 밝혔다. 일부 프로듀서들은 닥터의 죽음이 소개된 점에 대해 시즌의 결말처럼 느껴진다고 밝혔으나 실제로는 시즌의 '시작'을 위해 집어넣은 것이었다. 미래 시점의 닥터가 죽는 장면을 통해 모펏은 타임 로드가 무적이 아니며 재생성되기 전에 죽으면 영영 죽게 된다는 점을 청중에게 각인시키고자 했다고 밝혔다. 이번 에피소드의 적대 교단인 '사일런스'에 대해서는 "무서움"이라는 측면에서 과거에 등장한 괴물과 맞먹을 수 있기를 원했다. 또 이들은 "훨씬 큰 일"처럼 느껴졌다고도 모펏은 밝혔다. 사일런스의 외형은 에드바르 뭉크의 그림 <절규> 속 인물로부터 부분적으로 영감을 받았다.

### 캐스팅
2010년 10월, 마크 셰퍼드가 닥터후에 게스트로 출연한다는 소식이 발표되었다. 셰퍼드는 배틀스타 갈락티카, 파이어플라이, 슈퍼내츄럴, 웨어하우스 13 등 여러 SF 드라마에 출연한 영국 배우로, 영국 작품의 출연은 이번이 처음이다. 셰퍼드는 이번에 캔턴 역으로 출연한 것이 "꿈 같은 일"이라면서, 드라마 셜록을 비롯해 모펏의 다른 작품에도 출연하고 싶다는 소망을 밝혔다. 노인이 된 캔턴이 등장하는 장면에서 원래 프로듀서들은 셰퍼드를 더 나이든 모습으로 분장시켜 연기하도록 계획하였으나, 셰퍼드는 배우로도 활동했던 본인의 아버지 윌리엄 모건 셰퍼드를 캐스팅할 것을 제안했고 이것이 받아들여졌다.
닉슨 미 대통령 역에는 미국 배우 스튜어트 밀리건이 캐스팅되었는데 과거에도 드와이트 D. 아이젠하워 등 다른 대통령 역을 맡아 흥미로웠다고 말했다. 닉슨의 얼굴을 재현하기 위해 밀리건의 뺨, 코, 귀에 분장용 마스크를 덧대어 최대한 비슷하게 만들었다. 닉슨의 말투와 억양도 연습했지만 가짜 치아를 착용한 상태였기 때문에 처음에는 어려움을 겪었다. 스튜어트 밀리건은 2009년 10대 닥터 애니메이션 스페셜 <Dreamland>에서 스타크 대령의 목소리로 출연한 적이 있다. 칼 역을 맡은 추쿠디 이우지는 7대 닥터의 오디오 드라마 <A Thousand Tiny Wings>에서 조슈아 셈베케 역으로 출연한 바 있다.

### 촬영과 특수효과

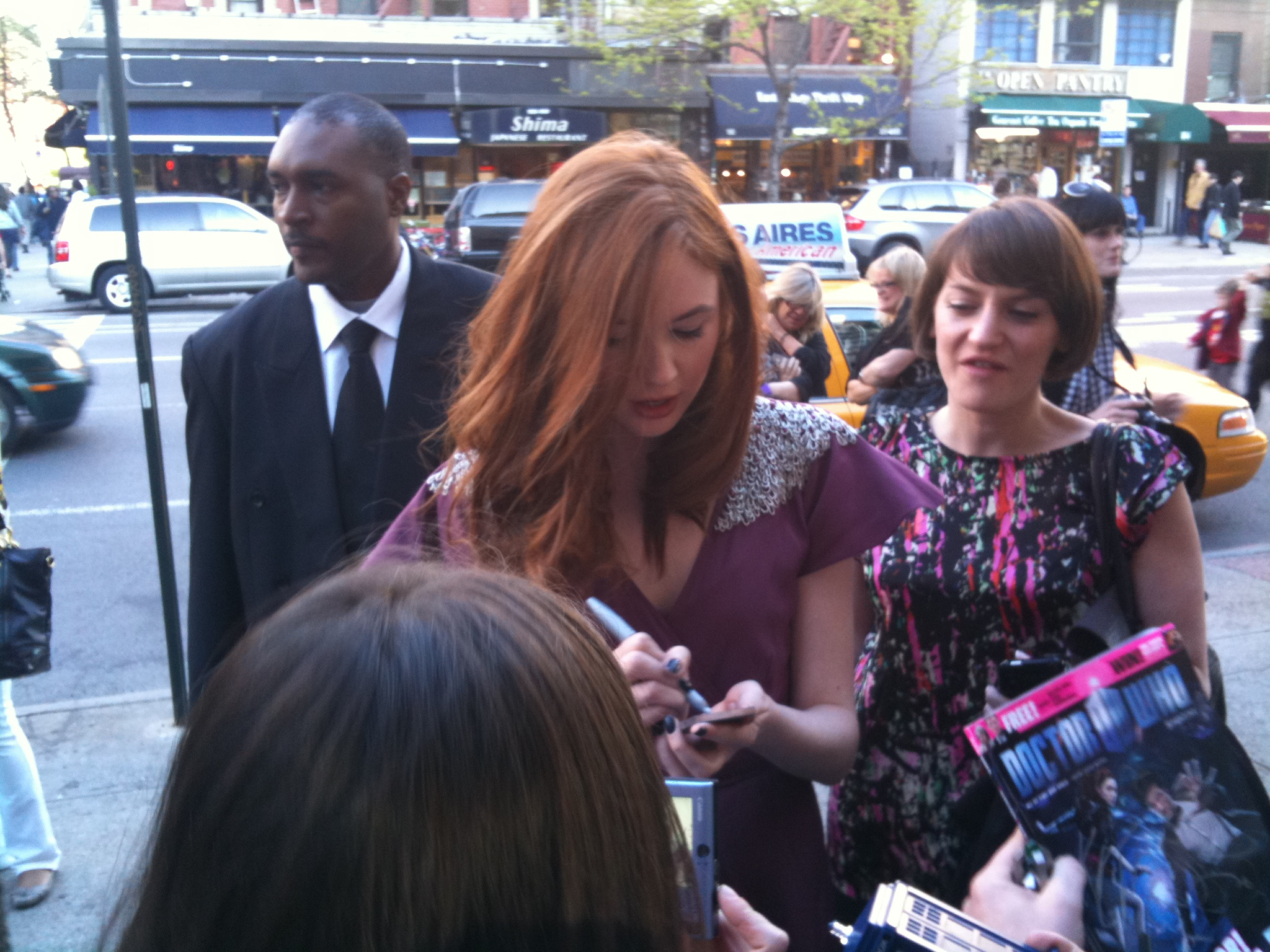
에이미 역의 캐런 길런(가운데)은 미래의 닥터가 죽는 장면을 촬영하면서 정말로 속상했다고 밝혔다.

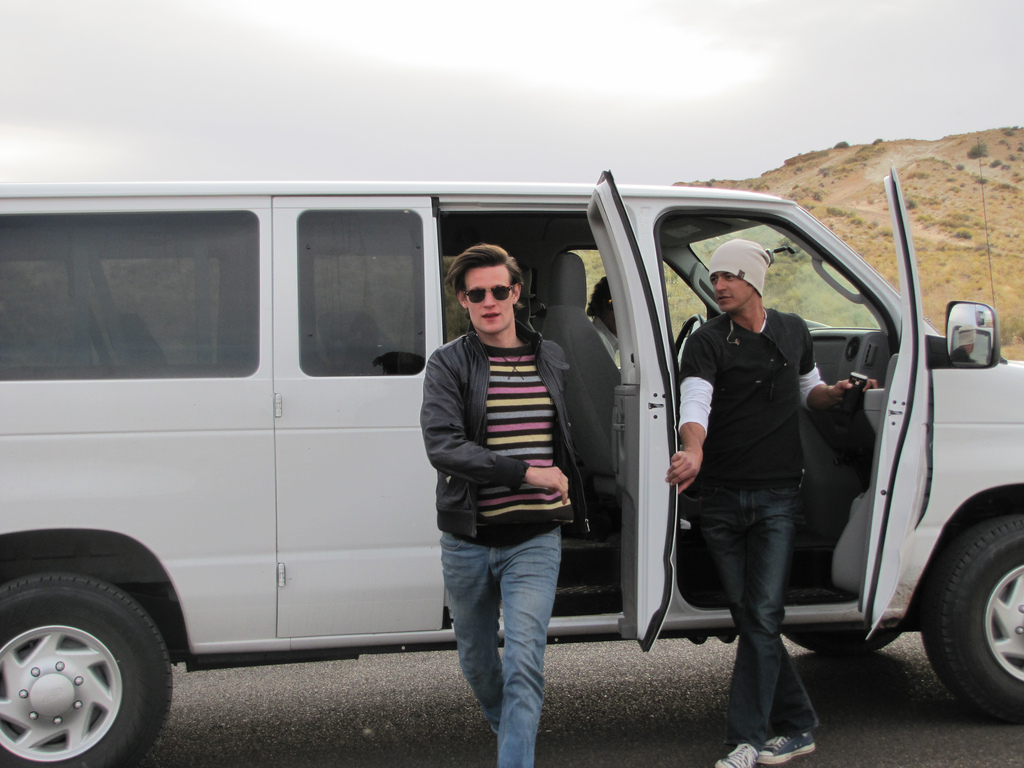
미국 유타주의 촬영장에 도착한 닥터 역의 맷 스미스

"The Impossible Astronaut" / "Day of the Moon"은 미국 유타주에서 본 촬영이 진행되었으며 닥터후가 미국에서 촬영이 이뤄진 것은 이번이 사상 처음이다. 1996년 미국 제작사를 통해 공개된 TV 영화는 미국이 아닌 캐나다에서 촬영되었으며, 1930년대 대공황 시기 미국을 배경으로 한 시즌3 "Daleks in Manhattan"의 경우 뉴욕시 풍경과 자유의 여신상의 설정샷이 뉴욕 리버티섬에서 촬영이 이뤄졌으나 출연진들도 함께 참여하지는 않았다. 오프닝씬의 경우 토비 하인스 감독은 시청자가 에피소드의 배경 무대를 알아볼 수 있도록 어떤 장관을 이루기를 원했다. 도로에서 닥터와 동행자들이 만나는 장면은 미국 국도 제163호선을 배경으로 하였으며 작중 소개된 좌표의 실제 지점으로부터 동쪽으로 몇 마일 떨어진 지점에서 촬영되었다. 해당 장면을 촬영할 당시 제작진은 스테슨 모자, 1950년대 에젤 빌리저, 노란색 스쿨 버스를 비롯하여 미국을 상징하는 소품들을 최대한 많이 담을 수 있도록 의도하였다. 한편 각본을 맡은 모펏은 리버송이 등장하는 에피소드를 쓸때마다 재미를 느꼈기 때문에 이번에도 인상적인 등장을 선사하고 싶었다고 밝혔다. 하인스 감독은 리버송 역의 앨릭스 킹스턴에게 카메라 각도상 햇빛을 가린 채 리볼버의 연기를 불라는 지시를 내렸다.
닥터 일행이 소풍을 즐기는 호수는 유타주 파월호에서 촬영되었다. 미래의 닥터를 죽이는 우주인은 아폴로 우주복의 복제품을 제작해 입었다. 닥터가 죽는 장면을 촬영할 당시 제작진은 에이미 역의 캐런 길런이 진심으로 화가 났고 "마음에서 우러나온 연기"를 하고 있었다고 회고했다. 닥터를 배에 태워 화장하는 장면을 촬영할 당시, 하인스 감독은 일몰 떄를 배경으로 촬영을 진행하고 싶었다. 그러나 실제 일몰 때면 태양이 호숫가가 아닌 반대쪽의 사막 쪽으로 지기 때문에 일출 때에 촬영하는 것으로 대체하였다.
동행자들이 과거의 닥터와 재회하는 미국식 식당 장면은 실제로는 영국 카디프베이의 식당을 섭외한 것이다. 리버송이 충격을 받고 닥터의 뺨을 후려치는 장면은 시늉만 내기가 어려웠던 상황 탓에 실제로 리버송 역의 배우 앨릭스 킹스턴이 닥터 역의 맷 스미스를 여러 차례 때려가면서 촬영하였다. 앨릭스 킹스턴은 몇 테이크가 지나고서 스미스의 뺨이 붉어진 상황에서 또 촬영을 계속해야 한다는 점에 좌절감을 느꼈다고 회상했다. 백악관 집무실에서의 장면은 영국 웨일스 남부 어퍼 보트 스튜디오에 세트장을 지어 촬영하였다. 제작진은 실제 집무실의 여러 참고사진과 평면도를 입수하여 실제 그대로의 디테일을 거의 대부분 재현할 수 있었다고 밝혔다. 세트장을 만들 때 가장 어려웠던 문제는 석고칠이었다. 일반적인 세트장의 경우 촬영에서 보여질 한쪽 벽만 칠하는 것이 일반적이지만, 백악관 집무실은 구조가 둥글기 때문에 전체 세트장을 한꺼번에 칠해야 했다. 한편 극초반부에서 닥터가 로렐과 하디의 영화 <로렐과 하디의 외인부대> (1939)에 출연하는 장면이 있는데 맷 스미스가 그린스크린 앞에서 춤을 추는 장면을 합성해 연출한 것이다.

## 방송과 평가

### 방영 전 유출
2011년 4월 영국에서 첫 방송을 앞두고 언론 시사회를 통해 본 에피소드와 "Day of the Moon"이 공개되었다. 이 시사회에는 수많은 팬들이 초대를 받아 참석하였는데 제작진 측은 스포일러를 자제해 달라고 당부했다. 그러나 시사회 직후 어떤 팬이 인터넷 게시판에 두 에피소드의 전체 줄거리를 유출한 사건이 있었다. 소식을 들은 모펏은 분노를 감추지 못하고, BBC 라디오 5 라이브 방송 인터뷰를 통해 다음과 같이 밝혔다.
| “ | 줄거리를 말해 버리려 한다는 것은 어떻게 보면 그 이야기가 놀라움에 달려 있단 점에서 가슴 아픈 일이죠. 이야기라는 것은 사람을 충격에 빠뜨리는 것에 달려 있어요. 지금껏 마주치지 못한 순간, 우리 맘 속에 살아있고 영원히 타오르는 것이니까요. 이걸 부정한다는 것은 반달 행위나 다름이 없어요. 정신나간 사람이 언론 시사회에 갔다오고서 우리가 상상할 수 있는 최악의, 가장 엉터리 영어로 줄거리를 적고, 그것을 인터넷에 올렸다 하면, 저는 그냥 그 친구가 제 드라마를 다시는 보지 않기를 바랄 뿐입니다. 그야말로 기분 잡치는 일이기 때문입니다. | ” |
|   | — 스티븐 모펏 |   |

다만 모펏은 닥터후 팬 대다수가 스포일러를 당하지 않기 위해 관련 사이트에 접속하지도 않는, 이른바 "스포일러 공포증"을 갖고 있다고 덧붙였다.

### 방송과 시청률

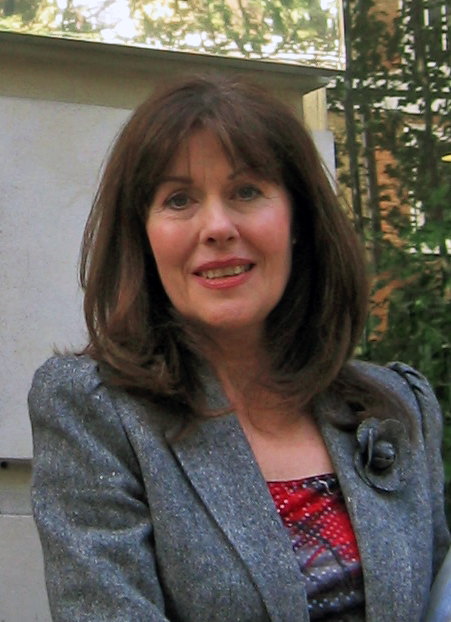
영국 첫 방송 당시 암으로 사망한 닥터후의 유명 배우 엘리자베스 슬레이든(사진)을 추모하는 자막으로 시작되었다.

"The Impossible Astronaut"는 2011년 4월 23일 오후 6시 영국 BBC One에서 처음 방송되었다. 첫방송 당시 2011년 4월 19일 암으로 사망한 배우 엘리자베스 슬레이든을 추모하는 자막으로 시작되었다. 엘리자베스 슬레이든은 동행자 사라 제인 스미스 역으로 유명하며 스핀오프 시리즈 <사라 제인 어드벤처>에서도 주연으로 등장했다. "The Impossible Astronaut"의 밤사이 시청자수는 총 652만명을 기록했다. 최종 통합 시청자수는 886만명으로 늘었으며, 시청률은 43.2%를 기록했다. 방송 당일 ITV1의 브리튼스 갓 탤런트에 이어 두 번째로 시청률이 높은 프로그램으로 기록되었으며, 4월 24일까지 일주일간 방영된 프로그램 가운데 BBC One에서 3위, 전체 채널에서 6위를 기록했다. 추가로 BBC iPlayer의 조회수는 방영 이틀만에 300,000명을 기록하였다. 시청지수는 88점을 기록하였다.
미국에서는 영국 첫방송 당일 BBC 아메리카를 통해 방영되었으며, 캐나다에서도 스페이스 채널을 통해 동시 방송되었다. BBC 아메리카의 시청자수는 총 130만 명으로 채널 역사상 가장 높은 시청률을 기록하였으며, 시즌5 1화 "The Eleventh Hour"보다 71,000명이 증가한 것으로 집계됐다. 라이브+7 DVR의 시청자수까지 합치면 총 180만명으로 늘은 것으로 집계되었다. 캐나다에서도 총 538,000명이 시청하여, 스페이스 채널에서 역대 최고 시청률을 기록한 닥터 후 에피소드, 2011년 최고 시청률을 기록한 프로그램으로 기록되었다. 2011년 4월 30일에는 호주 ABC1에서 방영되어 호주 5개 주도에서 총 860,000명이 시청했다. 이는 2010년 박싱 데이에 방영된 "A Christmas Carol"의 시청률과 동일하다.
시청률 집계 전문 회사 칸타 미디어는 "The Impossible Astronaut"가 영국 역사상 가장 많이 녹화된 TV 방송이라고 보도하였다. BARB의 통계 분석에 따르면 방송 후 일주일 동안 해당 에피소드를 녹화하고 시청한 사람은 총 411만 명으로, 전체 에피소드 시청자의 46%에 해당한다고 보았다. 4월 한 달 동안 iPlayer에서는 총 138만 건의 시청기록이 접수되어 당월 1위 프로그램으로 기록되었다.

### 평론가들의 반응
방송 당시 평론가들로부터 대체로 긍정적인 평가를 받았다. 가디언 지의 댄 마틴은 제작진이 지난 시즌 5보다 더 나은 성과를 거두었다며 호평했다. 마틴은 "스티븐 모펏이 관례를 버리고 닥터후가 자기 인생의 전부가 되어야 한다는 생각에서 제작한 모양이다. 닥터를 죽임으로써 드라마의 정해진 틀을 벗어나, 어느 누구든 안심할 수 없게끔 수준을 높였으며, 에이미, 로리, 리버가 끔찍한 딜레마에 직면하도록 했다"고 평가했다. 또한 "에이미의 저릿한 공포로 그 강렬함을 처음부터 피날레 수준으로 끌어올리더니", "백악관 집무실의 풍속극으로 전환하다가", "고딕풍의 호러물로 변신하고선 마침내 영화급 클리프행어로 우리를 뒤흔들었다"고 해설했다. 미국을 배경으로 한 점에 대해서도 호평을 내리고, "우리 영국인 괴짜 4인이 헤쳐나가면서" 드라마 속 무대의 격을 높였다고 평가했다. 사일런스에 대해서는 "모펏이 늘상 하는 심리 트릭이면서도 지금까지 가장 세련된 트릭"이라고 평가했다. 이후 댄 마틴은 본 에피소드에 대해 시즌 6에서 두번째로 좋았던 에피소드로 평가하였다. 다만 마지막화 "The Wedding of River Song"는 들어가지 않은 순위다.

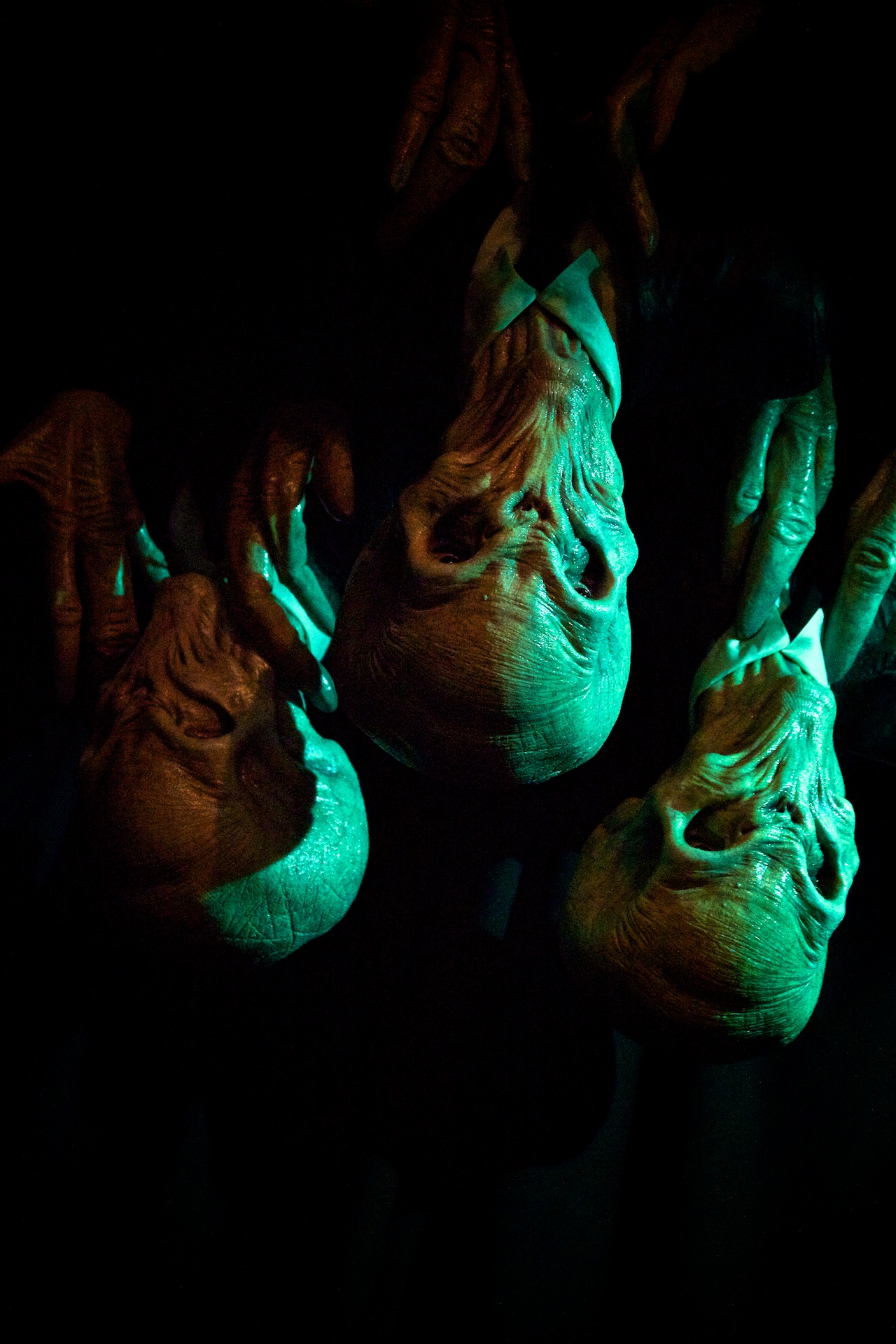
닥터후 익스피리언스에 전시된 사일런스들

디지털 스파이의 모건 제프리는 이번 에피소드에 대해 "시즌6의 환상적인 출발"이라면서 "닥터후 제작팀의 미국 로케이션 촬영은 확실히 제몫을 했다. 1963년에는 말할 것도 없고, 2005년에도 본 드라마에서 거의 이룰 수 없을 것으로 보였던 엄청난 스케일의 장면들을 초반부터 남겼다"고 평가했다. 미래의 닥터가 죽는 전개에 대해서는 "7분밖에 안 지났는데 이 드라마의 주연, 닥터가 무자비하게 총살당하면서 전국이 할말을 잃었다. 이러한 반전은 그야말로 놀라운 일이며 캐주얼한 시청자라도 이 시점에서 주의를 기울이지 않을 수 없다고 본다"고 평가했다. 또한 시즌 주연들이 "최고의 폼"을 이루었다고 본다며 "에이미 폰드의 성격 가운데 거친 면모가 올해는 좀 누그러진 것 같고, 캐런 길런은 지금까지 가장 훌륭하고 동정적인 연기로 화담했다. 아서 다빌도 최근 정규타임 동행자로 승진하면서 배역을 이어가고 있다. 웃긴 타이밍을 보일 때 정말 훌륭하지만 에피소드의 어두운 순간에도 탁월하다"고 평가했다. 그러면서 이번 에피소드에 대해서 별 5개 가운데 5개으로 평가하였다.
데일리 텔레그라프지의 게빈 풀러는 "2011년 시즌의 제1부의 획기적인 시작. 에이미가 소녀를 쏘아 버린 듯한 충격적인 결말로 모든 것이 어떻게 해결되는지 확인하기 위해 다음 주 결말을 기다리게 만든다"며 사일런스의 설정에 대해서도 호평했다. MTV의 릭 마셜은 "스티븐 모펏과 닥터후 제작진이 또 하나의 멋진 에피소드를 선사했다"고 느꼈으나 "큼직한 클리프행어가 일부 팬들의 머리를 폭발시킬지 모른다"고 평가했다. 여기에 마셜은 사일런스에 대해서 "공포 요소에 있어 우는 천사를 돈벌이 경쟁에서 뛰게 만든다"고 평했다. 덴오브긱의 사이먼 브루는 이번 에피소드가 "닥터 후의 성공적인 복귀, 자신감 넘치고 흥미진진한 시즌을 암시하는 스토리 가닥을 던졌다"고 평가했다. 델라웨어 역에 출연한 셰퍼드의 연기와 더불어 존재감이 늘어난 로리 역의 아서 다빌도 마음에 들었으며, 하인스 감독의 미국 로케이션에 대해서도 시즌3 "Daleks in Manhattan"에선 영국 배우들이 미국식 억양으로 연기하던 것을 개선해냈다며 호평했다. 메트로지의 톰 필립스는 1969년 미국이라는 무대가 "아름답게 활용"되었으며, 사일런스의 "으스스함"도 마음에 들었다고 평가했다. 그러나 필립스는 이번 에피소드가 새로운 시청자에게는 "조금 입문하기 어려울 것"이라고 평했다. 선데이 미러지의 케빈 오설리번은 이번 에피소드에 대해 "이해가 불가능했다"면서, "SF 덕후들에게나 통할 만하다"며 좀 더 혹평에 가까운 입장을 보였다. 닥터 역의 맷 스미스 역시 "파티에 새것을 가져오지 않는 파생형 닥터로 남아 있다"고 혹평했다.